# Bow to Each Other
Le Bow to Each Other sono un duo musicale norvegese di musica elettronica costituito dalle cantanti e tastieriste Megan Kovacs e Kristoffersen.
Il loro album d'esordio, The Urge Drums, è stato prodotto da Susanne Sundfør. Il loro secondo album, My Heart is a Target, ha vinto lo Spellemanprisen, ossia il Grammy norvegese, nella categoria "Miglior Album di un Gruppo Pop" del 2015. L'anno successivo, il duo ha vinto il Bendiksenprisen, premio musicale dato dal Ministero della Cultura norvegese.

## Discografia
- 2014 - The Urge Drums
- 2015 - My Heart is a Target